# 戸邉香奈実
戸邉 香奈実（とべ かなみ、1993年10月6日 - ）は、茨城県出身の女子競輪選手。日本競輪選手会茨城支部所属、ホームバンクは取手競輪場。日本競輪選手養成所（以下、養成所）第124期生。師匠は戸邉裕将（72期）。

## 来歴
実父の戸邉英雄（51期）、祖父の戸邉弘（8期。故人）はともに元競輪選手で、自身は三世選手に当たる。ほかにも、親族では師匠でもある戸邉裕将（72期）、山口翼（98期）が競輪選手、戸邉純一（24期）が元競輪選手という、競輪一家。
競輪一家で生まれ育つが、競輪のみならずスポーツには一切興味がなく、中学生の時に陸上短距離で好タイムを記録した程度で、高校での部活は茶道部、箏曲部であったなど選手になるまではそもそも競技としてのスポーツの経験自体が一切なかった。
10代の頃はむしろ、父が競輪選手時代オフの時に一緒に海外旅行をしたり、英語が堪能で航空会社の国際線客室乗務員であった母親からアジア各国の様子を聞いたりするうちに世界に興味を持ったことで、高校は授業の殆どを英語で行うという品川エトワール女子高等学校国際キャリアコースに進学。欧米やアジア諸国から来た級友と話すうちに言語の文法や成り立ちに興味が湧き、在学中にアメリカに1年間留学したほか、ロシア語にも興味を覚えロシア語を学ぶため京都産業大学に進学後は「ロシアミッション学生交流事業」によりロシアを訪問しただけでなく、大学卒業後はロシアから国費留学生の指定を受けてロシア国立研究大学高等経済学院に留学した経験もある。
こうした留学経験などから、日本語のほか英語、ロシア語、中国語、チュヴァシ語、ヘブライ語の6か国語が話せるマルチリンガルでもある。
ロシアからの帰国後は、通訳のほか、ビザ申請の代行などで外国人の手助けをしたほか、日本語教員の資格も持っていたため在日外国人に対する日本語講師をしていた。だが、コロナ禍で自身の仕事が下火となったことで他に何か面白いことをしたいと考えたときに、競輪一家としての家系を絶やすのは忍びないと感じて養成所の受験を決意。記念受験のつもりで「1回だけ」と決めて、それまでスポーツ経験がなかったこともあり適性で受験したが、実質1か月間のトレーニングを経て2022年1月13日、養成所第124回生入所試験に合格。
養成所での競走訓練成績は23人中22位（1勝）と下位ながら、卒業認定考査では第2回、第3回にて同期の中で唯一2回連続「A判定」を叩き出したほか、背筋力と垂直跳びでは同期の中で1番の成績であった。
2023年4月30日、宇都宮FII「競輪ルーキーシリーズ2023」でデビュー、2着。初勝利は同年9月2日、取手FII（モーニング）最終日第5レース（一般）。